# نینو بورساری
نینو بورساری (ایتالیایی: Nino Borsari; ۱۴ دسامبر ۱۹۱۱ – ۳۱ مارس ۱۹۹۶) دوچرخه‌سوار اهل ایتالیا بود.
وی در مسابقات کشوری و بین‌المللی در مجموع برندهٔ ۱ مدال طلا شده‌است.